# キャッチ!
『キャッチ!』（英称：catch!）は、中京テレビで2012年4月2日から生放送されている夕方の生活情報番組・報道番組であり、同局として初の夕方ワイド番組である。タイトルコールは番組名と同様である。

## 概要
前番組として2年間放送されていた『news every.』（ローカルパート）と、日本テレビの朝の情報番組『ZIP!』のローカルパートとして、約1年間放送されていた『おはZIP!』を終了させた上で開始された。佐藤和輝や芸能リポーターは3月まで放送された『おはZIP!』からの移動。また、おめざめワイドから続いていた朝の芸能コーナーが終了しこの番組に移動、夕方に芸能コーナーが放送されるのは在名局では初めてとなる。
放送開始時点では在名局の中で当番組が一番早い時間での夕方のニュース番組である（ただし、2013年3月29日まで金曜日に限り、同じ自社制作の情報番組『ラッキー!!』を放送していた関係で、前番組同様16:49からの開始であった）。番組構成は前番組とは違って、15:50 - 16:53の第1部と、16:53 - 17:53の第2部、18:15 - 19:00の第3部で構成されている。第1部はスポーツ情報部、第2部・第3部は報道部とスポーツ情報部が制作している。
放送開始日から放映されているCMでは恩田が『新鮮情報 3時間生ワイド キャッチ!』と言う。また、中京テレビのCMと同様のものがウェブサイトでも公開されている。番組コンセプトは「東海地方の情報をしっかりキャッチ! ドーンとワイドに3時間!!」。
この番組が開始した事により中京テレビの月曜 - 木曜のミニ番組を除く早朝から19時まで日本テレビ系列のネット受け番組を含め、全て生放送番組となった。
『24時間テレビ 「愛は地球を救う」』を放送する週はキャスター全員番組専用のTシャツ（通称：チャリTシャツ）を着用する。
18:15 - 19:00の時間帯は常に視聴率10%前後を記録しており、2014年12月25日には、番組歴代最高視聴率15%超を記録した。

### 番組リニューアル
- 2012年7月2日より、第2部、第3部を一部リニューアル。第2部では一足早く6月中旬にnews every.の17時台の天気予報以外任意枠フルネットに移行。ただし、東海地方かつ全国では重要でない重大なニュースなどが起こった場合は17時台任意枠の冒頭ニュース部分を同時ネットになる[注 6]。また、全国ニュース前の18時台のラインナップを廃止し、第3部始めに移動。第3部では前述の通り18時台のラインナップ、そして新コーナー「キャッチ! eye」をスタートさせた（詳細後述）。そして、ビシバシ天気予報では、これまで恩田が「CMの後は石橋さんの天気予報です。」と言っていたが、これを廃止し、石橋が「この後詳しくお伝えします。」と言ってからCMに入るようになった。CM明け後、これまでなかったタイトルが画面に表示され天気予報をし、恩田と一緒に気象の話題を伝える[9]。
- 2012年11月5日より、新コーナー「キャッチ! オン」をスタートさせ、ビシバシ天気予報を第1部でも放送を始めた。
- 2013年4月5日より、『ラッキー!!』が土曜日の午前帯に枠移動するのに伴い、金曜日の放送時間が月 - 木と同様15:50 - 19:00に拡大。テロップのデザインが変更され、ナレーションの鹿内美沙が3月をもって中京テレビを退社したことにより、柏田ユウリが週3回から週4回となった。また、金曜日に出演していたコメンテーターの高木が毎日出演することになった。松岡が降板して以来、第1部内でニュースは放送されていなかったが、「キャッチ! Today」を放送するようになった。また、「エンタメ」では、毎週月曜日は週末に起こった話題を伝える。水曜日にはスポーツコーナー「スポッチ!」、木曜日には料理コーナー「虻ちゃんのちゃちゃっとめし」、金曜日には中継コーナー「中継! 物産展まにあ」を放送。
- 2013年12月より火曜日の「世界遺産の番人」と 木曜日の料理コーナー「虻ちゃんのちゃちゃっとめし」を入れ換える。
- 2014年5月30日より、『わたしてんさい・めばえ』から『かぞくのめばえ』に変更された。
- 2016年1月6日より、「めざせ!チューボー王子」の放送を開始した。
- 2016年11月21日より、ささしまライブ24新社屋スタジオからの放送開始に伴い、オープニング映像やスタジオセットなどを全面刷新した。
- 2017年4月3日より、テロップのデザインが大幅に変更された。
- 2022年3月28日より、メインキャスターを月 - 木曜日を恩田、金曜日を松原という体制に変更。金曜日の中継を恩田が担当する。
- 2023年3月27日より、放送開始以来初めて番組ロゴを一部リニューアルしたほか、6年5か月ぶりにスタジオセットを全面刷新。スタジオセットの刷新は、新社屋に移転以降初となる。また、テロップデザインも6年ぶりにリニューアルした。コンセプトを「地元の明日を笑顔に」に変更した[10]。

## 番組史
※ゲスト出演した者については省略。

### 2012年
- 4月2日 - 中京テレビ初の夕方ワイド番組として当番組がスタート。メインキャスターを恩田千佐子、サブキャスターはニュースを松岡陽子、エンタメを佐藤和輝と村田千弥、気象予報士は前番組から引き続き石橋武宜が、中継コーナーを白井奈津が担当する。※村田は月 - 木曜日の4時台のみ出演。
- 6月25日 - 月曜日の企画「おNEWS!」が終了。これに伴いリポーターの友理奈が降板。
- 7月29日 - 派生番組『キャッチ! ミライTV』（16:30 - 17:00）を放送。
- 9月17日 - 派生番組『キャッチ!的 防災　南海トラフ地震に備える』（10:25 - 11:14）を放送。データ放送を実施。
- 9月28日 - 番組のエンディングで松岡が妊娠、12月からの産休入りを発表。
- 11月30日 - 松岡が産休前最後の出演。産前産後育児休暇のため番組を一時降板。
- 12月3日 - 佐藤がエンタメ情報キャスターからニュースキャスターに昇格。村田が月 - 木曜日の16時台に加え、18時台にも出演。新たに新人アナウンサーの松原朋美が金曜日担当として加入。
- 12月16日 - 『ZERO×選挙2012』内の『キャッチ×選挙』で第46回衆議院議員選挙の東海地方の選挙結果を放送。
- 12月21日 - 毎週金曜日にコメンテーター枠を設置。これは前番組以来およそ1年半ぶり。コメンテーターには当番組統括編集デスク（当時）の高木を起用。

### 2013年
- 1月25日 - 松岡が番組最後に電話で出演。1月20日に男児を出産したことを報告。
- 2月5日 - 札幌テレビの『どさんこワイド179』との二元中継を実施。
- 4月1日 - 村田と高木が全曜日出演に変更。
- 4月3日 - NNNストレイトニュースのローカル枠で放送されていたコーナー、「チュッキョフィギュア」を継承する形でスポーツコーナー「スポッチ」がスタート。担当は鈴木理香子。
- 4月21日 - 名古屋市長選挙の投開票が行われ、特番が放送された。
- 7月21日 - 『ZERO×選挙2013』内で『キャッチ×選挙』を、愛知県知事の大村秀章をゲストに招き、第23回参議院議員通常選挙の東海地方の結果を放送した。スタジオキャスターは恩田と高木。
- 8月11日 - 16:30から30分枠で『虻ちゃんのちゃちゃっとめし おかわりSP』を放送。
- 9月24日 - 火曜日の企画「桂三輝のきょうもあっ晴れ!」が終了。
- 10月1日 - 番組連動データ放送を毎日開始。
- 10月16日 - 中継コーナー担当が白井から中京テレビアナウンサー（主に入社1 - 2年目の若手）に交代。

### 2014年
- 2月22日 - 派生番組『キャッチ!防災スペシャル』（10:30 - 11:25）を放送。中京テレビで初めて2チャンネル同時放送を実施。
- 4月1日 - 松原が月・火曜日担当でレギュラーに昇格。村田が水・木・金曜日担当に変更。
- 4月23日 - 村田が結婚を発表。
- 12月14日 - 東海地方の第47回衆議院議員総選挙の結果を放送するため『ZERO×選挙2014』内で『キャッチ!×選挙』として放送。スタジオキャスターは恩田と高木。

### 2015年
- 2月26日 - 4時台特集内で村田が番組卒業を発表。
- 2月27日 - 村田が番組を卒業。エンディングで4月からフリーアナウンサーになると発表。後日、ブログで3月いっぱいで中京テレビを退社することを報告した。
- 3月2日 - 村田の後任として佐野祐子が加入。月・火曜日を担当。松原は水・木・金曜日担当に変更。
- 3月7日 - 派生番組『キャッチ!防災SP 見える化で備える』（10:30 - 11:25）を放送。
- 3月23日 - スポーツコーナー「スポッチ」を担当する鈴木が番組を卒業を発表。後日担当するスポーツスタジアム晴で3月いっぱいで中京テレビを退社することを報告した。以後、吉田太一、平山雅らが担当。
- 6月22日 - 高木が番組を卒業。
- 10月5日 - この日の放送より、松原が月・火・金曜日、佐野が水・木曜日に担当曜日が変更された。また、水・金曜日の中継コーナーに新人アナウンサーの稲村沙綾、望月杏夏が加入。

### 2016年
- 2月3日  - 番組エンディングで佐野が2月1日に結婚したことを発表。
- 5月14日 - 土曜朝9:25枠でスピンオフ番組『キャッチ!サタデー』を放送開始。以降原則毎月1回放送[注 7]。
- 7月10日 - 第24回参議院議員通常選挙の投開票に合わせ放送されたZERO×選挙2016の中で「キャッチ×選挙」で東海地方の結果を放送。ゲストに衆院選議員の山尾志桜里らが出演した。
- 10月19日 - 新人アナウンサーの上山元気、磯貝初奈が中継デビュー。
- 11月18日 - 高峯町旧社屋Cスタジオ[11] から最後の放送。
- 11月21日 - 新社屋移転後、最初の放送。この日からオープニングのテーマ曲とCGがリニューアルされた。※旧社屋最後の放送および新社屋最初の放送には、恩田・佐藤・松原・石橋が出演した。

### 2017年
- 1月9日 - 平日昼枠で派生番組『キャッチ!ブランチ』を放送開始。
- 10月11日 - 中継コーナーがリニューアル。「神ひろしのちょっとおじゃまします」がスタート。アナウンス部に復帰した神ひろしと平山の2人体制となる。
- 10月22日 - 第48回衆議院議員総選挙の投開票に合わせ放送されたZERO×選挙2017内の『キャッチ×選挙』で東海地方の結果を放送。スタジオキャスターは、恩田・佐藤・松原・佐野。この日は、台風29号が上陸したことから、台風情報を伝えるため、石橋も出演した。
- 10月30日 - スポーツコーナーをリニューアル。タイトルを「月曜日のエール」に改称。担当は平山。
- 11月10日 - エンディングで恩田が初期の乳がんであることを公表[12][13]、同月13日から30日まで手術のため休養[14][15]。休養中は松原・佐野が代行を務める。
- 12月20日 - 同日から恩田が乳がん手術後の治療のため休養[16]。休養中は再び松原・佐野が代行を務める。

### 2018年
- 2月23日 - 岩田がレギュラーコメンテーターを卒業。
- 3月2日 - レギュラーコメンテーターとして堀尾正明が就任。以降、毎週金曜日に出演。
- 3月19日 - 恩田が番組に復帰[17]。
- 4月2日 - 松原が月・火曜日、佐野が水・木・金曜日に担当曜日が変更。
- 9月24日 - 佐藤が9月いっぱいで番組を卒業し、10月から鈴木康一郎に交代することが佐藤本人のブログと番組公式Twitterで発表。
- 9月28日 - 佐藤が番組を卒業[18]。
- 10月1日 - 佐藤の後任として鈴木が加入。

### 2019年
- 3月8日 - 「神ひろしのちょっとおじゃまします」が終了。
- 4月3日 - 中継コーナーがリニューアル。「ハマちゃんのコレ、すごくない!?」がスタート。担当は 濱田隼平と望月。
- 6月27日 - 佐野が第1子妊娠と8月いっぱいでの一時降板を発表。放送後に更新されたブログでは出産予定日が9月30日であることを明かした[19]。
- 7月21日 - 第25回参議院議員通常選挙の投開票に合わせ、『zero選挙2019』内で『キャッチ選挙』東海地方の結果を放送。zero選挙のリニューアルに伴い、当番組においてもタイトルロゴを変更した。スタジオキャスターは恩田、鈴木、松原、佐野。
- 8月30日 - 佐野が産休前最後の出演、後任として新たに望月が水・木曜日担当で加入する事が発表された[20]。 金曜日は月・火曜担当の松原が両曜日と合わせて担当する。また、望月は水曜日の料理コーナー「食卓のひみつ」も担当。中継は金曜日のみとなる。
- 9月4日 - 佐野の後任として望月が加入。磯貝初奈が新たに水曜日の中継を担当。
- 10月10日 - 番組エンディングで、同日、産休中の佐野が男児を出産したことが発表された。
- 12月6日 - ささしまライブ24で開催される開局50周年記念イベント「ささしまクリスマスライツ」のクリスマスツリー点灯式に恩田・松原・石橋・堀尾が参加した。

### 2020年
- 3月30日 - 男性サブキャスターは新たに濱田が加入、女性サブキャスターは佐野が産休から復帰し、サブキャスターの担当曜日変更。女性は、松原が月・金曜日、望月が火・木曜日に変更され、佐野が水曜日のみを担当。男性は濱田が月・火曜日担当となり、鈴木が水・木・金曜日担当に変更された。これに伴い、男性サブキャスターは2012年12月から続いてきた1人体制から2人体制に、女性サブキャスターは2014年4月から続いてきた2人体制から3人体制に移行した。また、新型コロナウイルス対策として出演者の立ち位置および着席位置の間隔を2メートル離す措置が取られた。
- 4月1日 - 佐野が産休から約7か月ぶりに番組復帰。中継コーナーは濱田と望月の担当に戻った。
- 4月13日 - 新型コロナウイルス感染症の流行に伴い、4月10日に愛知県が独自に発出した緊急事態宣言を受け、この日の放送から気象予報士の石橋以外のキャスター陣を「完全2班制」に変更。当面、月 - 水曜日はメインキャスター恩田、女性サブキャスター望月、男性サブキャスター鈴木、木・金曜日はメインキャスター松原、女性サブキャスター佐野、男性サブキャスター濱田の担当になることが番組公式Twitterおよび松原から告知された[21]。これに伴い、濱田・望月が担当している毎週水・金曜日の中継は、水曜日が濱田、金曜日が望月の担当に変更。コメンテーター陣と芸能リポーター陣は愛知県在住者を除き、ほぼ全員がリモート出演に変更された。その後の情勢として、3日後の16日には、国の緊急事態宣言の対象地域が東京・大阪などの7都府県から全国に拡大された。これにより、愛知県および岐阜県が特定警戒都道府県に指定されたことや緊急事態宣言の期間が国・愛知県ともに当初の予定だった5月6日から31日までの延長が発表されたことにより、5月29日の放送まで2班制を継続した。
- 6月1日 - 4月10日の愛知県緊急事態宣言以降、キャスター陣の担当曜日を変更する措置が取られていたが、5月14日には国、26日には愛知県の緊急事態宣言がそれぞれ解除されたこと及びその後の東海3県間往来自粛期間満了を受け、この日の放送から、4月10日以前のキャスター陣の陣容に戻った。緊急事態宣言期間中、スタジオ出演を見合せていたコメンテーター陣は、東海3県と関西地方から、芸能リポーター陣は中西のみ出演が可能になった。一方、東京から出演しているレギュラーコメンテーターの森田・堀尾、中西以外の芸能リポーター陣は緊急事態宣言解除後の移動制限の影響により、リモート出演を継続している。
- 6月22日 - 同月19日に移動制限が全国的に緩和されたことにより、この日の放送から東京から出演しているコメンテーター陣および芸能リポーター陣のスタジオ出演が可能になり、緊急事態宣言前の放送体系に戻った。また、感染対策の一環としてキャスター席とヴィジョン席の間にアクリル板が設置された。
- 8月7日 - 同日夜、報道局スタッフの新型コロナウイルスを中京テレビが発表。松原が感染者の濃厚接触者と業務を行っていたことから出演を見合せたため、望月が代理を担当。
- 8月10日 - 21日 - 同月7日夜、報道局スタッフが新型コロナウイルスに感染したことを受け、前日（6日））から発令されている東海3県がそれぞれ「非常事態宣言」を発令していることや同月22日・23日に24時間テレビ 「愛は地球を救う」の生放送が控えていること等を受け、この日の放送から当面「出演者の組み合わせ変更」となることが恩田から告知された。これにより、4月の緊急事態宣言時と同様の措置が取られた。
- 8月24日 - 24時間テレビが終了したことと新型コロナウイルスの流行に伴う2度目の愛知県緊急事態宣言の解除を受け、この日の放送から元の体制に戻る。
- 9月2日 - 「食卓のひみつ」の担当が望月から佐野に交代。

### 2021年
- 1月8日 - 新型コロナウイルスの感染拡大による首都圏への緊急事態宣言再発令に伴い、東京から出演しているコメンテーターの堀尾と芸能リポーターの川内がリモート出演に変更。番組エンディングで鈴木が、第1子誕生に伴い、この日の放送をもって1か月間の育休入りを発表。育休中の代理は上山が担当する。男性アナの育休取得は、NHK名古屋や中京テレビ以外の民放局（東海テレビ、中部日本放送、名古屋テレビ、テレビ愛知）を含む在名局の中でも初となる。
- 1月13日 - 鈴木の育休に伴い、上山元気が加入。
- 1月14日 - 政府（日本政府）が、新型コロナウイルスの感染が急速に拡大している地域に発出する緊急事態宣言を再発令する対象地域を8日から発出されている首都圏の1都3県から新たに7府県が追加され11都府県に拡大することを13日夜、内閣総理大臣菅義偉が記者会見で発表、東海3県では、愛知・岐阜の両県がその対象地域となったことを受け、この日の放送からキャスター陣を「完全2班制」に再度変更。当面、月 - 水曜日は、メインキャスター恩田、女性サブキャスター佐野、男性サブキャスター上山、木・金曜日は、メインキャスター松原、女性サブキャスター望月、男性サブキャスター濱田の担当となる。コメンテーター陣と芸能リポーター陣は前週の堀尾と川内に続き全員リモート出演、中継は水曜日は濱田・望月、金曜日は佐野・上山の担当にそれぞれ変更された。その後、緊急事態宣言の期限が栃木県以外の10都府県で当初の予定だった2月7日から3月7日まで延長が発表されたが、うち愛知・岐阜を含む6府県で2月28日を以て前倒しでの解除が決定したため、2月26日まで2班制を継続した。キャスター陣の「完全2班制」変更は、前年の4・5月（前回緊急事態時）、局内で感染者が出た8月に続き今回で3度目となる。
- 2月8日 ‐ 12日 - 勤続30年休暇で恩田が1週間休暇取得の為、月、木、金曜日、メインキャスター松原、女性サブキャスター望月、男性サブキャスター濱田、火、水曜日メインキャスター佐野、女性サブキャスター平山、男性サブキャスター鈴木が育休が明け担当[22]。
- 2月15日 - 恩田が休暇から復帰。また、前週の鈴木の育児休業からの復帰に伴い、月 - 水曜日のうち、男性サブキャスターは月・火曜日が鈴木、水曜日のみ上山の担当に変更。
- 3月1日 - 緊急事態宣言（2回目）が解除されたことを受け、1月14日以前のキャスター陣の陣容に戻った。なお、東京からの出演者は3月19日までリモート出演となった。
- 3月29日 - 春改編に伴い、メインキャスターは恩田に加え、曜日を固定しない不定期で松原が担当。また、1月から出演している上山と月曜のスポーツコーナー「月曜日のエール」担当している平山が加入し、サブキャスターの曜日変更。女性は、松原（木曜日）、佐野（水曜日）、平山（月曜日）、望月（火曜日）が月 - 木曜日を日替わりで担当し、金曜日のみ松原と望月が隔週で担当する体制に変更。男性は、鈴木が月・火曜日、濱田が水・金曜日、上山が木曜日の担当にそれぞれ変更された。なお、メインキャスターについては、松原が基本的に月に1 - 2回曜日を決めないで担当している。また、ハマちゃんのコレすごくない！？が3月31日をもって終了。4月2日から、中継コーナーがリニューアル金額当て中継コレいくらでSHOWとして水・金曜に放送。水曜日は、入社2年目の岡田健太郎、田村浩平、伊藤楓の3人のアナウンサーが出演し、週替わりで「岡田・伊藤」および「田村・伊藤」の組み合わせで、金曜日は、佐野と上山がそれぞれ担当する。
- 6月23日 - 2020年東京オリンピック開幕を1か月後に控え、2018年11月から放送されているヒロミ・みやぞんの明日すぐに友達になりたいアスリート アス友（通称・アス友）とのコラボレーションでヒロミとみやぞんがゲスト出演し、同番組でアシスタントを担当する平山と恩田の4人で「中京テレビアスリート応援団」の結成を発表。ヒロミとみやぞんは大会期間中、現地（東京）から競技の様子を伝える。7月から4人が出演するCMの放送を開始した。なお、「アス友」は同月10日をもって放送を終了し、週明けの12日からアスリートの応援企画が放送されている。
- 7月26日 - 8月4日‐恩田の新型コロナウイルス感染を発表。発表した松原によると、発熱の症状が見られ、PCR検査の結果、陽性が判明。現在、症状は落ち着いているが、当面、出演を見合わせる。この事実をうけ、7月26日‐30日はメインキャスター松原、男性サブキャスター上山、8月2日‐4日はメインキャスター望月、男性サブキャスター鈴木と1週間交替での出演となり、女性サブキャスターは五輪期間中ということもあり、いずれの週も平山が担当している。また、7月26日‐8月6日までの間、濱田と佐野は休演。なお、7月27日と8月5日は2020年東京五輪中継のため、放送休止。
- 8月6日 - 恩田が新型コロナウイルス感染の隔離期間を終え復帰。
- 9月27日 - 10月より望月が毎週金曜日の朝に放送されているぐっとのMC就任することに伴い、木・金曜日の女性サブキャスターの担当曜日変更。木曜日は松原と望月が隔週で担当し、金曜日は松原の担当となる。
- 10月31日 - 第49回衆議院総選挙の投開票に合わせ放送された『zero選挙2021』において、中京テレビでは第1部の半分程度を当番組をベースとした『キャッチ選挙』として東海3県の小選挙区と比例代表東海ブロックの開票速報を放送。スタジオキャスターは恩田、鈴木、松原、佐野。メインは恩田、スタジオ担当は佐野と鈴木、開票速報を松原が担当。中継は平山・望月・濱田が担当した。ゲストコメンテーターとして、岩田公雄出演。第2部には、再選を果たした前・厚生労働相、三重1区選出の田村憲久がゲスト出演した。
- 12月8日 - 翌年3月2日まで佐野が休演。12月8日から2022年1月5日までは毎週水曜日を8日は望月、15日は平山、22日と2022年1月5日は松原と女性サブキャスターが交代で担当し、2022年1月12日より平山が担当。毎週金曜日の中継は年内は10日は休止。17日と24日は上山が1人で担当。1月7日より阿部芳美が代役で出演。上山と2人体制となる。また、佐野が毎週水曜日に担当している料理コーナー「食卓のひみつ」は佐野出演収録分放送後の12月22日より平山、阿部、田村浩平の各アナウンサーが代役を担当している。

### 2022年
- 1月10日 - 14日 番組スタート10年を記念して「10周年キャンペーン」を開催。
- 1月17日 - 3月25日 新型コロナウイルスの急速な感染拡大および1月21日より東海3県にまん延防止等重点措置が適用されたことにより、2班制に変更。メインキャスターは月 - 水曜日は恩田、木・金曜日は松原、女性サブキャスターは、月 - 水曜日は平山、木・金曜日は望月がそれぞれ担当。男性サブキャスターは月 - 水曜日のうち1月24日と25日は岡田健太郎が出演し、26日から鈴木が、木・金曜日は1月（20日 - 28日）は上山、2月3日から上山と濱田が隔週で担当する形にそれぞれ変更。中継は田村・阿部・上山の3人のうち2人が担当する体制に変更となった。
- 3月9日 - 佐野が約3か月ぶりに番組に復帰。
- 3月27日 - 毎週日曜日の朝に放送されている前略、大とくさんのスペシャル番組、「春の大とくさんまつりSP」に恩田がゲスト出演。番組内で4月から松原が金曜日メインキャスターに就任すること、恩田が毎週金曜日の中継を担当することが発表された。なお、恩田は月 - 木曜日の担当となる。
- 3月28日 - 2014年からサブキャスターを担当していた松原が新たに金曜日のメインキャスターに就任。これに伴い、金曜日をリニューアル。月 - 木曜日はメインキャスター恩田、サブキャスターは女性は月・火曜日を平山、水曜日を佐野、木曜日を望月、男性は、月・火曜日を鈴木、水・木曜日を濱田の担当にそれぞれ変更。金曜日はメインキャスターを松原、男性サブキャスター上山の2人体制に変更。また「家族の金曜日」のテーマで従来のニュースに加え、家族にまつわる企画を放送。コメンテーター枠を増やし、月 - 木曜日の1人から複数人に増える。また、恩田が「恩ちゃんのあなたのもとに」のタイトルで中継を担当する。
- 5月23日週 - 25日には佐野が第2子妊娠と産休入り、26日には濱田がこの日の放送をもって番組を卒業し中京テレビを退社することをエンディングでそれぞれ発表した。[23]。
- 5月30日週 - 佐野の産休、濱田の退社に伴うサブキャスター陣の水・木曜日の担当変更が行われ女性は水・木曜日を望月、男性は、水曜日が鈴木、木曜日が上山に変更された。これに伴い鈴木は月 - 水曜日、上山は木・金曜日を担当する。
- 7月8日 - この日午前に発生した安倍晋三銃撃事件を受け、番組内容を全て変更。キー局である日本テレビからの報道特別番組（news every.）を中心に、事件のニュースを放送。普段は非ネットのnews every.第1部を内包扱いで一部臨時ネットしたほか、第3部の関東ローカルパート（18:15 - 19:00）も内包扱いで臨時ネットした。中継担当の恩田も急遽スタジオからの出演となった。
- 7月10日 - 第26回参議院議員通常選挙の投開票日に合わせ放送された『zero選挙2022』内で第1部を中心に選挙特番の『キャッチ選挙』として愛知・岐阜・三重の各県の開票速報と安倍晋三元首相襲撃事件が与えた影響などを中心に放送。メインキャスターを松原、開票速報を上山、サブキャスターを鈴木が担当し、恩田はコメンテーターをつとめ、ゲストコメンテーターとして野村修也と保育士のてぃ先生が出演。中継は望月と田村が担当した。
- 8月8日 - 番組のエンディングで松原が大とくさんで共演中のお笑い芸人・大前りょうすけ、平山がかつて放送されていたアス友などで自身が取材した東京五輪代表でトヨタ自動車陸上部（長距離）所属のマラソン選手・服部勇馬と結婚したことをそれぞれ発表した。

### 2023年
- 3月31日 - 恩田が担当する中継コーナーの終了を受け、月 - 木曜メインキャスターと兼務する形で金曜レギュラーコメンテーターに就任。
- 4月5日 - 鈴木がエンディングで近日中に第2子が誕生予定でそれに伴い、この日の放送をもって約1年間育休に入る事を発表、翌週から育休中だった佐野の復帰も発表された。
- 4月10日 - 鈴木の育休取得、佐野の復帰に伴うサブキャスター陣の変更が行われ、佐野が月 - 水曜日（ニュース）担当となる。
- 8月24日 - 平山がInstagramで第1子妊娠を発表[24]。
- 9月25日週 - 26日、平山が産休前最後の出演。また、29日には上山が、9月12日に第1子が誕生したこと、それに伴い育休を取得するため10月から当面の間、番組に出演しないことを発表した。
- 10月2日週 - 平山の産休、上山の育休に伴うサブキャスター陣の変更が行われ、ニュース担当に岡田健太郎と仲川晴斐、エンタメ情報キャスターに阿部芳美と中川萌香がそれぞれ加入。ニュースは月曜日を岡田、火曜日を仲川（晴斐）、水 - 金曜日を佐野、エンタメ情報は月・火曜日を望月、水曜日を阿部、木曜日を中川（萌香）がそれぞれ担当する。
- 11月5日 - 松原がアシスタントをつとめる『大とくさん』とInstagramで第1子妊娠を発表。
- 12月14日 - 通算放送回数3000回を達成[25]。

### 2024年
- 1月19日 - 松原が産休前最後の出演。メインキャスターの産休入りは番組初。
- 1月26日 - 松原の産休に伴い、金曜メインキャスターに佐野、サブキャスターに中川萌香が就任。
- 2月8日 - 望月が番組コーナー内で結婚を発表。
- 2月22日 - 佐野が国府宮はだか祭り取材のため、スタジオ不在のため、佐藤和輝がレギュラーを卒業した2018年9月以来5年5カ月ぶりに代打を担当。
- 3月25日週 - 2023年の10月から出演していた岡田・仲川・中川がZIP!CHUKYOへの異動、阿部がぐっとMCと大とくさんアシスタント就任に伴いキャスターを卒業。また、29日には、佐野がメインキャスターを終了。阿部はVTR出演を継続、佐野は引き続き番組に出演する。
- 4月1日 - 春改編に伴い、金曜メインキャスターに新たに育休から本格復帰した上山が就任。サブキャスターには新たに田村浩平が加入し、担当曜日を変更。ニュースは月・木曜を上山が金曜メインキャスター、火・水曜日を田村が木曜日の中継コーナー、金曜日を望月が月・木曜日のエンタメ情報キャスターをそれぞれ兼務する形で担当する。エンタメ・情報は月・木曜日を望月、火・水曜日を佐野が担当する。なお、2023年4月から育休のため一時降板中だった鈴木は、田村とトレードする形で「ZIP!CHUKYO」に異動となり、キャスターを卒業、ナレーションとVTR出演は継続する。
- 5月20日週 -恩田が休演。月～木曜メインキャスター佐野、サブキャスターは情報エンタメを望月が、ニュースを上山（20日・23日）、田村（21日・22日）が担当。
- 7月25日・26日 - 上山が体調不良のため休演。金曜メインキャスターを望月が、木・金サブキャスターを佐野が担当。
- 8月12日・13日 - 望月・田村が休演。月・火サブキャスターを仲川晴斐が担当した。なお、田村は14日からスタジオに出演している。
- 9月9日週 - 恩田、上山が休演。月メインキャスターを佐野 サブキャスターを望月、田村が担当し 12日も上山が休演のためサブキャスターが佐野、望月が担当。
- 9月16日 - 上山が休演の為サブキャスターは望月、田村が担当
- 9月23日週 - 佐野が休演のためサブキャスターは24日、上山、田村、25日田村、阿部が担当。
- 9月30日週 - 秋改編に伴い、望月があさドレ♪と兼務でキャスターを担当するため、半年ぶりに阿部が復帰し、サブキャスター陣の変更が行われた。ニュースは変わらず月・木曜を上山が金曜メインキャスター、火・水曜日を田村が、金曜日を望月が木曜日のエンタメ情報キャスターをそれぞれ兼務する形で担当する。エンタメ・情報は月曜日を阿部、火・水曜日を佐野、木曜日を望月が担当する。また、中継リポーターとして新たに福本義久が加入し木曜日を担当する。また、月曜レギュラーコメンテーターの村瀬哲史も望月と同じくあさドレ♪兼務で担当する。（あさドレ♪には火曜ファミリーとしてレギュラー出演する。）
- 10月17日 - 恩田が休演。メインキャスターを佐野 サブキャスターを上山、望月が担当。
- 10月23日 - 恩田が休演。メインキャスターを佐野 サブキャスターを田村、福本義久が担当。
- 10月24日・25日 - 上山が休演。 24日ばサブキャスターを望月、田村、25日は望月、阿部が担当。
- 10月28日 - 恩田が休演。メインキャスターを佐野 サブキャスターを上山、阿部が担当。
- 11月5日週 - 5日佐野が休演のためサブキャスターは田村、福本が担当、7日は恩田が休演の為 メインキャスター望月、サブキャスター上山、田村が担当
- 11月14日 - 望月が休演の為サブキャスターは上山、阿部が担当
- 11月28日 - 恩田が休演メインキャスターは佐野
- 12月9日週 - 佐野が休演のため、10、11日のサブキャスターを田村、阿部が担当
- 12月23週 - 23日 阿部が休演の為、サブキャスターを上山、田村が担当、24日佐野が休演のためサブキャスターを田村、福本が担当、また気象コーナー担当の石橋が、24日より冬休みのため、谷川美咲が代行

### 2025年
- 1月9日 - 望月が休演のためサブキャスターは上山、阿部が担当
- 1月20日週 - 恩田が休演のため、20日～ 23日メインキャスター佐野、サブキャスターは20日上山、阿部 21日阿部、田村、22日阿部、福本、23日上山、望月が担当。
- 1月27日 - 阿部が休演のため、サブキャスターは上山、福本が担当。
- 1月30日 - 上山 望月が休演のため、サブキャスターは田村、阿部が担当。
- 1月31日 - 上山が休演のため、メインキャスター望月、サブキャスター佐野が担当
- 2月17日 - 恩田が休演のためメインキャスター佐野、サブキャスター上山、阿部が担当
- 2月25日～28日‐ 恩田と望月が休演のため25日はメインキャスター佐野、サブキャスター田村、福本、26日はメインキャスター佐野、サブキャスター田村と福本、27日はメインキャスター上山、サブキャスター田村と阿部、28日は田村がサブキャスターを担当
- 3月3日週 - 田村が休演のため、サブキャスターは4日佐野、阿部、5日は佐野、阿部、7日は望月が休演の為　上山と佐野が担当
- 3月17日 - 恩田が休演のため、メインキャスター佐野、サブキャスター上山、阿部が担当
- 3月25日～27日 - 恩田が休演のため、メインキャスター佐野、サブキャスターは25日～26日阿部、田村、 27日上山、望月が担当。
- 3月31日週 - 春改編に伴い、サブキャスター陣に一部変更があり、火曜日は佐野、福本が担当
- 4月14日 - 恩田と阿部が休演のため、メインキャスター佐野、サブキャスター上山、田村が担当
- 4月24日 - 上山が休演の為。サブキャスターは田村、望月が担当
- 4月29日 -　恩田が読売中京FSホールディングスを構成する読売テレビ、札幌テレビ、福岡放送と同時間帯に合同コーナー「ニッポン見知らんガイド』を放送するため読売テレビへ出張の為。メインキャスター佐野、サブキャスター福本、阿部が担当。[26]
- 4月30日 -　田村が休演のため、サブキャスターは佐野、望月が担当
- 5月1日 -　上山が休演のため、サブキャスターは田村、望月が担当
- 5月5日週 -　松原と平山が育休から復帰に伴うキャスター陣のシフト変更が行われ、月・金曜　メインキャスター松原、サブキャスター上山と阿部、水曜のサブキャスター佐野と平山【隔週】と望月【隔週】　、木曜サブキャスター望月と田村、金曜サブキャスター上山となった
- 5月12日週 -　佐野が早めの夏季休暇のため、サブキャスターは13日田村、福本、14日望月、平山が担当。[27]
- 5月20日 - 福本が2日後に開幕するブリヂストンレディスオープンの業務の為サブキャスターは佐野と田村が担当
- 5月22日 - 望月がブリヂストンレディスオープンの業務の為サブキャスターは上山と平山が担当
- 5月28日 - 平山が休演の為サブキャスターは佐野と望月が担当
- 5月29日 - 恩田と望月が休演の為メインキャスター、松原、サブキャスターは上山と田村が担当
- 6月4日 - 平山が休演の為サブキャスターは佐野と望月が担当
- 6月12日 - 田村が報道部へ異動の為、キャスターとしては番組卒業。[28]。
- 6月16日週 -　田村の報道部異動に伴い、木曜のサブキャスターが望月、阿部（隔週）、平山（隔週）となる。
- 7月7日週　- 8日は福本が休演に伴いサブキャスターは佐野、平山、9日は恩田、平山、望月が休演の為、メインキャスター松原、サブキャスター佐野と平山、10日はメインキャスター望月、サブキャスター平山、阿部が担当
- 7月15日　-　14日佐野が休演の為サブキャスターは上山、福本
- 7月28日週　-恩田の休演に伴い　29日から30日はメインキャスター佐野、31日は松原、サブキャスターは29日福本、平山　30日 上山、平山、31日望月、平山が担当
- 8月11日　-　上山と阿部の休演に伴い、サブキャスターは佐野、福本が担当
- 8月18日　-　上山と阿部の休演に伴い、サブキャスターは平山、福本が担当

## 出演者
肩書きが無い者は全員中京テレビアナウンサー。 

### 現在（2025年6月16日現在）
| 月曜日                               | 火曜日                                   | 水曜日                                           | 木曜日                          | 金曜日                        |
| メインキャスター                     | メインキャスター                         | メインキャスター                                 | メインキャスター                | メインキャスター              |
| ------------------------------------ | ---------------------------------------- | ------------------------------------------------ | ------------------------------- | ----------------------------- |
| 松原朋美                             | 恩田千佐子                               | 恩田千佐子                                       | 恩田千佐子                      | 松原朋美                      |
| サブキャスター（ニュース担当）       |                                          |                                                  |                                 |                               |
| 上山元気                             | 佐野祐子                                 | 佐野祐子                                         | 望月杏夏                        | 上山元気                      |
| サブキャスター（情報・エンタメ担当） |                                          |                                                  |                                 |                               |
| 阿部芳美                             | 福本義久                                 | 平山雅【隔週】 望月杏夏【隔週】                  | 阿部芳美【隔週】 平山雅【隔週】 | 上山元気                      |
| 中継リポーター                       |                                          |                                                  |                                 |                               |
| （不在）                             | （不在）                                 | （不在）                                         | 福本義久                        | （不在）                      |
| お天気キャスター                     |                                          |                                                  |                                 |                               |
| 石橋武宜（気象予報士）               |                                          |                                                  |                                 |                               |
| レギュラーコメンテーター             |                                          |                                                  |                                 |                               |
| レギュラー                           | 隔週                                     | 隔週                                             | 隔週                            | レギュラー                    |
| 村瀬哲史（予備校講師） 恩田千佐子    | 小西美穂（関西学院大学総合政策学部教授） | 佐々木成三（犯罪ジャーナリスト・元埼玉県警刑事） | 森田豊（医師・ジャーナリスト）  | てぃ先生（保育士） 恩田千佐子 |

#### メインキャスター
- 恩田千佐子（2012年4月2日 - ）火 - 木曜日
  - 2012年4月2日 - 2022年3月26日 全曜日担当
  - 2022年3月28日 - 2025年5月2日、月 - 木曜担当
  - 2022年5月6日 - 火 - 木曜担当
- 松原朋美（2014年3月31日 - 2024年1月19日、:2024年1月26日 - 2025年5月2日産休、2025年5月5日 -）月 ・ 金曜日
  - 2012年12月7日 - 2013年3月29日 金曜サブキャスター
  - 2014年3月31日 - 2015年2月24日及び2018年4月2日 - 2019年8月27日 月曜・火曜サブキャスター
  - 2015年3月4日 - 10月2日 水曜 - 金曜サブキャスター
  - 2015年10月5日 - 2018年3月30日及び2019年9月2日 - 2020年3月27日 月・火・金曜サブキャスター
  - 2020年3月30日 - 2021年3月26日 月曜・金曜サブキャスター
  - 2021年4月1日 - 10月1日 木曜・隔週金曜サブキャスター
  - 2021年10月8日 - 2022年3月25日 金曜・隔週木曜サブキャスター
  - 2022年4月1日 - 2024年1月19日 金曜メインキャスター
  - 2024年1月20日 - 2025年5月2日　産休・育休のため一時降板
  - 2025年5月5日 - 、産休・育休から復帰、月曜・金曜メインキャスター

#### サブキャスター（ニュース担当）
- 上山元気（2021年1月13日 - ）月・木曜日
  - 2021年1月13日 - 2月3日 水 - 金曜サブキャスター（鈴木康一郎の育児休業に伴う代理）
  - 2021年4月1日 - 2022年3月24日 木曜サブキャスター
  - 2022年4月1日 - 2022年5月27日 金曜サブキャスター
  - 2022年5月30日 - 2023年9月29日 木・金曜サブキャスター
  - 2023年10月2日 - 2024年3月10日 育休のため休演
  - 2024年3月11日 - 3月29日 不定期担当
  - 2024年4月1日 -5月1日 月・木曜担当 ※金曜メインキャスターと兼務
  - 2025年5月5日 -　 月・金曜サブキャスター

- 佐野祐子（2015年3月2日 - ）火・水曜日
  - 2015年3月2日 - 9月29日 月曜・火曜担当
  - 2015年10月7日 - 2018年3月29日 水曜・木曜担当
  - 2018年4月4日 - 2019年8月30日 水曜 - 金曜担当
  - 2020年4月1日-2022年5月25日 水曜担当
  - 2019年9月 - 2020年3月及び2022年6月 - 2023年3月は産休・育休のため一時降板
  - 2023年4月10日 - 9月27日 月 - 水曜日 ニュース担当
  - 2023年10月4日 - 2024年1月19日 水 - 金曜日ニュース担当
  - 2024年1月24日 - 3月28日、水・木曜日ニュース担当
  - 2024年4月2日 - 202年3月26日、火・水曜 情報・エンタメ担当
  - 2025年4月1日 - 、火・水曜日ニュース担当

- 望月杏夏（2019年9月4日 - ）木・金曜日
  - 2019年9月4日 - 2020年3月26日水曜・木曜担当
  - 2020年3月31日 - 2021年3月25日 火曜・木曜担当
  - 2021年3月30日 - 9月28日 火曜・隔週金曜担当
  - 2021年10月5日 - 2022年3月22日 火曜・隔週木曜担当
  - 2022年3月31日 - 5月26日 木曜担当
  - 2022年6月1日 - 2023年9月28日 水・木曜担当
  - 2023年10月2日 - 2024年3月26日、月・火曜担当
  - 2024年4月1日 -2025年3月28日 月・木・金曜担当
  - 2025年4月3日 -2025年5月2日 木・金曜担当
  - 2025年5月7日 - 隔週水曜（情報・エンタメ担当）、　木曜担当

#### サブキャスター（情報・エンタメ担当）
- 阿部芳美（2023年10月4日 - 2024年3月27日）月曜日・隔週木曜日
  - 2023年10月4日 - 2024年3月27日 水曜担当
  - 2024年9月3日 -2025年6月9日 、月曜担当
  - 2025年6月16日 - 、月・隔週木曜担当

- 平山雅（2021年3月29日 - 2023年9月26日）:2023年10月 -2025年5月2日 産休のため休演、2025年5月6日-隔週水曜日・隔週木曜日
  - 2021年3月29日 - 2022年3月25日 月曜日・情報・エンタメ担当
  - 2022年3月28日 - 2023年9月26日 月・火曜・情報・エンタメ担当
  - 2025年5月6日 - 産休・育休から復帰 隔週水曜・情報・エンタメ担当
  - 2025年6月25日 -  隔週水曜・隔週木曜日　情報・エンタメ担当

- 福本義久（2025年4月1日 - ）火曜日

#### 中継リポーター
- 福本義久（2024年10月4日 - ）木曜日
  - 2024年10月4日 - 、木曜日

#### フィールドキャスター
- 佐野祐子（2015年3月2日 - ）月・木曜日
  - 2024年4月1日 - 、月・木曜担当
- 望月杏夏（2024年4月2日 - ）火・水曜日

#### レギュラーコメンテーター
- 村瀬哲史（塾講師）月曜日
- 小西美穂（関西学院大学教授）隔週火曜日
- 春香クリスティーン（タレント）隔週水曜日
- 森田豊（医師、ジャーナリスト）隔週木曜日
- てぃ先生（保育士）金曜日
- 恩田千佐子（2023年3月31日 - ）金曜日
  - 月 - 木曜日メインキャスターを兼務。
  - 2012年4月2日 - 2022年3月25日 全曜日メインキャスター担当
  - 2022年4月1日 - 2023年3月24日 金曜日の中継担当（恩ちゃんのあなたのもとに）

#### その他コメンテーター
- 古坂大魔王（『ピコ太郎』としても一世を風靡したお笑いタレント、DJ、音楽プロデューサー） - 月1回出演。
- 野村修也（法学者）
- 菊地幸夫（弁護士、タレント）
- 三木哲男（雑誌編集者、ジャーナリスト）
- 夏野剛（実業家）
- 嵩原安三郎（弁護士）
- 柴田玲（医師）
- 鈴木福
- 堀尾正明
- 麻木久仁子
- 鶴崎修功
- 菊地亜美
- 長田麻衣
- 虻川美穂子
- 北斗晶
- つるの剛士
- くわばたりえ
- 長田絢
- 堀潤
- 横粂勝仁
- 鈴木大地（初代スポーツ庁長官）
- 原田曜平
- やしろ優
- 丸高愛実
- 小林豊（医師）
- キンタロー。
- 冨永愛
- 鈴木亜美
- hitomi
- 林輝幸
- 小田井涼平

#### 特集リポーター

##### わが町モーニング・ランチ一番店
※ 松原の産休・育休に伴う休演により担当。また、松原が他の仕事のため不在時は若手アナウンサーが担当する。
- スギちゃん（お笑いタレント・コーナー開始 - 、）
- 松原朋美（コーナー開始 - 2024年1月10日）
- 阿部芳美（2024年1月24日 - 5月15日）
- 望月杏夏（2024年5月29日 - 、）
- 中川萌香（2024年2月7日・14日）
- 仲川晴斐（2024年9月4日・11日）
- 田村浩平（5月10日・8月16日）

##### 名鉄西尾線ぶらり旅
※名鉄小牧線は上山が育休に伴う休演により、望月が担当した。
- 上山元気（2024年6月13日 - ）

##### 食卓のひみつ
- 佐野祐子
- 田村浩平

##### ちょっと寄り道～街道沿いのごちそうメシ～
- 石橋武宜（2024年12月14日 - ）

##### お助けマンみやぞん
- みやぞん（芸人）

##### 今だからアレが見たい!
- 須田亜香里（タレント）
- 阿部芳美
- 望月杏夏
- 田村浩平

#### 芸能リポーター
※川内以外、KOZOクリエイターズ所属。
- 中西正男
- 島田薫
- あべかすみ
- 菊池真由子
- 長谷川まさ子
- 駒井千佳子
- 川内天子（圭三プロダクション）

#### ナレーション
- 佐藤啓
- 前田麻衣子
- 鈴木康一郎
- 平山雅
- 望月杏夏
- 上山元気
- 阿部芳美
- 岡田健太郎
- 田村浩平
- 日比野正裕（ナレーター）
- 政次夏希（フリーアナウンサー）
- 下岡陽子（同上）

## 過去の出演者
| 期間      | 期間      | メインキャスター | メインキャスター | メインキャスター | メインキャスター | メインキャスター | お天気キャスター       |
| 期間      | 期間      | 月曜日           | 火曜日           | 水曜日           | 木曜日           | 金曜日           | お天気キャスター       |
| --------- | --------- | ---------------- | ---------------- | ---------------- | ---------------- | ---------------- | ---------------------- |
| 2012.4.2  | 2022.3.25 | 恩田千佐子       | 恩田千佐子       | 恩田千佐子       | 恩田千佐子       | 恩田千佐子       | 石橋武宜（気象予報士） |
| 2022.3.28 | 2024.1.19 | 恩田千佐子       | 恩田千佐子       | 恩田千佐子       | 恩田千佐子       | 松原朋美         | 石橋武宜（気象予報士） |
| 2024.1.22 | 2024.3.29 | 恩田千佐子       | 恩田千佐子       | 恩田千佐子       | 恩田千佐子       | 佐野祐子         | 石橋武宜（気象予報士） |
| 2024.4.1  | 2025.5.2  | 恩田千佐子       | 恩田千佐子       | 恩田千佐子       | 恩田千佐子       | 上山元気         | 石橋武宜（気象予報士） |
| 2025.5.5  | 現在      | 松原朋美         | 恩田千佐子       | 恩田千佐子       | 恩田千佐子       | 松原朋美         | 石橋武宜（気象予報士） |

| 期間      | 期間       | サブキャスター（ニュース） | サブキャスター（ニュース） | サブキャスター（ニュース） | サブキャスター（ニュース） | サブキャスター（ニュース） |
| 期間      | 期間       | 月曜日                     | 火曜日                     | 水曜日                     | 木曜日                     | 金曜日                     |
| --------- | ---------- | -------------------------- | -------------------------- | -------------------------- | -------------------------- | -------------------------- |
| 2012.4.2  | 2012.11.30 | 松岡陽子                   | 松岡陽子                   | 松岡陽子                   | 松岡陽子                   | 松岡陽子                   |
| 2012.12.3 | 2018.9.28  | 佐藤和輝                   | 佐藤和輝                   | 佐藤和輝                   | 佐藤和輝                   | 佐藤和輝                   |
| 2018.10.1 | 2020.3.27  | 鈴木康一郎                 | 鈴木康一郎                 | 鈴木康一郎                 | 鈴木康一郎                 | 鈴木康一郎                 |
| 2020.3.30 | 2021.3.26  | 濱田隼平                   | 濱田隼平                   | 鈴木康一郎                 | 鈴木康一郎                 | 鈴木康一郎                 |
| 2021.3.29 | 2022.3.25  | 鈴木康一郎                 | 鈴木康一郎                 | 濱田隼平                   | 上山元気                   | 濱田隼平                   |
| 2022.3.28 | 2022.5.27  | 鈴木康一郎                 | 鈴木康一郎                 | 濱田隼平                   | 濱田隼平                   | 上山元気                   |
| 2022.5.30 | 2023.4.7   | 鈴木康一郎                 | 鈴木康一郎                 | 鈴木康一郎                 | 上山元気                   | 上山元気                   |
| 2023.4.10 | 2023.9.29  | 佐野祐子                   | 佐野祐子                   | 佐野祐子                   | 上山元気                   | 上山元気                   |
| 2023.10.2 | 2024.1.19  | 岡田健太郎                 | 仲川晴斐                   | 佐野祐子                   | 佐野祐子                   | 佐野祐子                   |
| 2024.1.22 | 2024.3.29  | 岡田健太郎                 | 仲川晴斐                   | 佐野祐子                   | 佐野祐子                   | 中川萌香                   |
| 2024.4.1  | 2025.3.28  | 上山元気                   | 田村浩平                   | 田村浩平                   | 上山元気                   | 望月杏夏                   |
| 2025.3.31 | 現在       | 上山元気                   | 佐野祐子                   | 佐野祐子                   | 望月杏夏                   | 上山元気                   |

| 2012.4.2         | 2012.11.30 | 佐藤和輝 村田千弥 | 佐藤和輝 村田千弥 | 佐藤和輝 村田千弥 | 佐藤和輝 村田千弥   | 佐藤和輝            |
| 2012.12.3        | 2013.3.29  | 村田千弥          | 村田千弥          | 村田千弥          | 村田千弥            | 松原朋美            |
| 2013.4.1         | 2014.3.28  | 村田千弥          | 村田千弥          | 村田千弥          | 村田千弥            | 村田千弥            |
| 2014.3.31        | 2015.2.27  | 松原朋美          | 松原朋美          | 村田千弥          | 村田千弥            | 村田千弥            |
| 2015.3.2         | 2015.10.2  | 佐野祐子          | 佐野祐子          | 松原朋美          | 松原朋美            | 松原朋美            |
| 2015.10.5        | 2018.3.30  | 松原朋美          | 松原朋美          | 佐野祐子          | 佐野祐子            | 松原朋美            |
| 2018.4.2         | 2019.8.30  | 松原朋美          | 松原朋美          | 佐野祐子          | 佐野祐子            | 佐野祐子            |
| 2019.9.2         | 2020.3.27  | 松原朋美          | 松原朋美          | 望月杏夏          | 望月杏夏            | 松原朋美            |
| 2020.3.30        | 2021.3.26  | 松原朋美          | 望月杏夏          | 佐野祐子          | 望月杏夏            | 松原朋美            |
| 2021.3.29        | 2021.10.1  | 平山雅            | 望月杏夏          | 佐野祐子          | 松原朋美            | 松原朋美1 望月杏夏1 |
| 2021.10.4        | 2022.3.25  | 平山雅            | 望月杏夏          | 佐野祐子          | 松原朋美1 望月杏夏1 | 松原朋美            |
| 2022.3.28        | 2022.5.27  | 平山雅            | 平山雅            | 佐野祐子          | 望月杏夏            | （不在）            |
| 2022.5.30        | 2023.9.29  | 平山雅            | 平山雅            | 望月杏夏          | 望月杏夏            | （不在）            |
| 2023.10.2        | 2024.3.29  | 望月杏夏          | 望月杏夏          | 阿部芳美          | 中川萌香            | （不在）            |
| 2024.4.1         | 2024.9.27  | 望月杏夏          | 佐野祐子          | 佐野祐子          | 望月杏夏            | 望月杏夏            |
| 2024.9.30        | 2025.3.28  | 阿部芳美          | 佐野祐子          | 佐野祐子          | 望月杏夏            | 望月杏夏            |
| 2025.3.31        | 2025.5.2   | 阿部芳美          | 福本義久          | 田村浩平          | 望月杏夏            | 望月杏夏            |
| 2025.5.5         | 2025.6.13  | 阿部芳美          | 福本義久          | 平山雅1 望月杏夏1 | 田村浩平            | 上山元気            |
| 2025.6.16        | 現在       | 阿部芳美          | 福本義久          | 平山雅1 望月杏夏1 | 阿部芳美1 平山雅1   | 上山元気            |
| - 1 隔週で担当。 |            |                   |                   |                   |                     |                     |

| 期間       | 期間       | コーナー名                       | コーナー名 | 中継リポーター                               |
| ---------- | ---------- | -------------------------------- | ---------- | -------------------------------------------- |
| 2012.4.2   | 2013.10.13 | 中継                             | 不明       | 白井奈津                                     |
| 2013.10.16 | 2015.9.29  | 中継                             | 不明       | 佐野祐子 平山雅                              |
| 2015.10.5  | 2016.10.17 | 中継                             | 不明       | 稲村沙綾 望月杏夏                            |
| 2016.10.19 | 2017.10.9  | 中継                             | 不明       | 上山元気 磯貝初奈                            |
| 2017.10.11 | 2019.3.29  | 神ひろしのちょっとおじゃまします | 水・金     | 神ひろし 平山雅                              |
| 2019.4.3   | 2019.8.30  | ハマちゃんのコレ、すごくない⁉    | 水・金     | 濱田隼平 望月杏夏                            |
| 2019.9.4   | 2021.3.31  | ハマちゃんのコレ、すごくない⁉    | 水・金     | 濱田隼平 望月杏夏 磯貝初奈                   |
| 2021.4.2   | 2022.3.25  | 金額当て中継コレいくらでSHOW     | 水・金     | 上山元気 佐野祐子 伊藤楓 田村浩平 岡田健太郎 |
| 2022.4.1   | 2023.3.31  | 恩ちゃんのあなたのもとに         | 金         | 恩田千佐子                                   |
| 2023.4.6   | 2023.11.23 | 中継                             | 木         | 阿部芳美                                     |
| 2023.11.30 | 2024.3.28  | 中継                             | 木         | 仲川晴斐                                     |
| 2024.4.4   | 2024.9.26  | 中継                             | 木         | 田村浩平                                     |
| 2024.10.4  | 現在       | 中継                             | 木         | 福本義久                                     |

- 松岡陽子（2012年4月2日 - 11月30日）月 - 金曜担当ニュース担当
- 佐藤和輝（2012年12月3日 - 2018年9月28日）月 - 金曜担当情報・エンタメ担当→ニュース担当
- 村田千弥（2012年4月2日 - 2015年2月27日）月 - 木曜→水 - 金曜情報・エンタメ担当
- 松岡陽子（2012年4月2日 - 11月30日）月 - 金曜担当ニュース担当
- 濱田隼平（2020年3月30日 - 2022年5月26日）月・火曜→水・金曜→水・木曜担当ニュース担当
- 岡田健太郎 （2023年10月2日 - 2024年3月25日）月曜担当ニュース担当 ※ZIP!CHUKYOに異動のため卒業。
- 中川萌香（2023年10月5日 - 2024年3月29日）木曜→木・金曜担当情報・エンタメ担当 ※ZIP!CHUKYOメインMC就任のため卒業。
- 仲川晴斐（2023年10月3日 - 2024年3月26日） 火・木曜担当ニュース＆中継担当 ※ZIP!CHUKYOに異動のため卒業
- 鈴木康一郎（2018年10月29日 - 2023年4月12日）月 - 金曜→水 - 金曜→月・火曜担当※2023年5月 - 2024年3月 育休取得、育休明け後ZIP!CHUKYOへ異動
- 田村浩平（2024年4月2日 - 2025年6月12日）木曜日 2024年4月2日 - 2025年3月28日、火・水曜担当→ ※2024年9月26日までは中継リポーター兼務 →2025年4月2日 -2025年4月30日　水曜担当→ 2025年5月8日 -　2025年6月12日　木曜担当

## 放送時間
※時間は全て日本標準時で記す。
| 期間     | 期間      | 月 - 木曜日             | 金曜日                  |
| -------- | --------- | ----------------------- | ----------------------- |
| 2012.4.2 | 2013.3.29 | 15:50 - 19:00 （190分） | 16:49 - 19:00 （131分） |
| 2013.4.1 | 2018.8.31 | 15:50 - 19:00 （190分） | 15:50 - 19:00 （190分） |
| 2018.9.3 | 現在      | 15:48 - 19:00 （192分） | 15:48 - 19:00 （192分） |

- 前番組『news every.』と違い、月 - 木曜日は開始時間が約1時間早く、金曜日は前番組通り（2013年3月29日まで）。
- 2013年3月29日まで金曜日が約1時間遅れているのは、同じ自社制作の情報番組『ラッキー!!』を放送していたからである（『ラッキー!!』は土曜日に移動[注 9]）。
- 日本テレビ『news every.』の金曜日の放送時間拡大に合わせて中京テレビでも当番組の金曜日の放送時間を拡大。これにより、週を通して開始時間が統一された。
- NNN枠は17:53 - 18:15の22分間。
- 年末年始は原則、本番組が全編休止となることから、休止期間中の東海地区のローカルニュース・天気予報は、『news every.（年末年始版）』・『NNNニュース』・『NNNニュース&スポーツ』内のローカル枠で放送する。

## オープニング
| 期間                           | 企画     | ディレクター/ デザイン | アニメーションディレクター/ コマ撮りアニメーション/ カメラ | イラストレーション | 美術           | 制作     | 音楽     |
| ------------------------------ | -------- | ---------------------- | ---------------------------------------------------------- | ------------------ | -------------- | -------- | -------- |
| 2016年11月21日 - 2023年3月24日 |          | ワタナベサオリ         |                                                            |                    |                |          |          |
| 2023年3月27日 - 現在           | 小島英幸 | ワタナベサオリ         | 稲積君将                                                   | ryuku              | わたなべしづこ | 樽谷浩司 | 須田佑樹 |

## スタッフ
- 統括デスク：栗本直弘
- デスク：高田愛子[30]
- ディレクター：竹内康真[30] ほか
- 総合演出：横尾亮太[1]
- プロデューサー：加藤哲朗
- チーフプロデューサー：築地浩司（以前は、プロデューサー）[1]
- 制作協力：CTV MID ENJIN[31]
- 製作著作：中京テレビ

### 過去のスタッフ
- 総合演出：板谷学[32]
- 統括編集デスク：高木一郎（コメンテーター出演は2015年6月22日を以って終了）